# Столкновение на границе Эритреи и Эфиопии (2010)
Военное столкновение на границе Эритреи и Эфиопии произошло 1 января 2010 года, когда, как сообщает эритрейское правительство, эфиопские военные пересекли границу с Эритреей в районе города Заламбесса (Эфиопия) и быстро были отброшены назад. В Аддис-Абебе это утверждение опровергли и заявили, что эритрейское правительство хотело скрыть нападение эритрейских повстанцев, в результате которого погибли 25 эритрейских солдат.
Впервые информация о столкновении появилась 2 января того же года на сайте www.shabait.com, управляемым министерством информации Эритреи.

## Предпосылки
Отношения между двумя странами после окончания Эфиопо-эритрейской войны оставались напряженными.
Также незадолго до этого столкновения Совет безопасности ООН проголосовал за введение санкций против Эритреи по обвинению в поддержке радикальных исламистских организаций в Сомали.